# 九龙瑞香
九龙瑞香（学名：Daphne tripartita）为瑞香科瑞香属下的一个种。